# IV. třída okresu Kladno
IV. třída okresu Kladno patří společně s ostatními čtvrtými třídami mezi desáté nejvyšší fotbalové soutěže v Česku. Je řízena Okresním fotbalovým svazem Kladno. Hraje se každý rok od léta do jara se zimní přestávkou, jednou na domácím hřišti a jednou na hřišti soupeře. Vítěz skupiny postupuje do III. třídy okresu Kladno.

## Historie
V předchozích sezónách existovaly v okrese Kladno 3 skupiny IV. třídy (A, B, C) stejné úrovně rozdělené podle počtu klubů a lepší dostupnosti. Od ročníku 2009/2010 došlo k redukci na 2 skupiny (označené A a B), skupina B přijala kluby ze skupin B a C, vítěz postupoval do III. třídy skupiny B. Klubů dále ubylo a tak od ročníku 2017/2018 byla zrušena i tato skupina a existuje už jen jedna IV. třída.

## Postupy a sestupy

### Postupující do vyšší soutěže
- Do vyšší soutěže, III. třídy, postupují přímo první dvě nejlepší družstva.
- Třetí tým v tabulce postupuje v případě, že žádné družstvo nesestoupí z I.B třídy do Okresního přeboru.

### Sestupující do nižší soutěže
IV. třída je nejnižší fotbalová soutěž. Nikdo tedy nesestupuje.

## Vítězové

### IV. třída okresu Kladno skupina A
| Ročník    | Vítězný tým          | Kluby |
| --------- | -------------------- | ----- |
| 2003/2004 | SK Slovan Dubí       | 12    |
| 2004/2005 | TJ Sokol Bratronice  | 11    |
| 2005/2006 | FK Slovan Kladno „B“ | 12    |
| 2006/2007 | SK Vinařice          | 12    |
| 2007/2008 | SK Lhota „B“         | 12    |
| 2008/2009 | TJ Baník Stochov „B“ | 12    |
| 2009/2010 | TJ SK Hřebeč „B“     | 15    |
| 2010/2011 | Sokol Hostouň „B“    | 15    |
| 2011/2012 | SK Stehelčeves       | 14    |
| 2012/2013 | SK Slovan Dubí       | 12    |
| 2013/2014 | TJ Sokol Lidice „B“  | 11    |
| 2014/2015 | TJ Sokol Lidice „B“  | 12    |
| 2015/2016 | TJ SK Hřebeč „B“     | 10    |
| 2016/2017 | SK Baník Libušín „B“ | 13    |
| 2017/2018 | SK Kačice            | 14    |
| 2018/2019 | SK Vinařice „B“      | 12    |
| 2019/2020 | AFK Svinařov         | 11    |
| 2020/2021 | -----                | 11    |
| 2021/2022 | TJ Sokol Olovnice    | 12    |
| 2022/2023 | FK Brandýsek „B“     | 11    |
| 2023/2024 | SK Kačice            | 13    |
| 2024/2025 | TJ Unhošť            | 14    |

### IV. třída okresu Kladno skupina B
| Ročník    | Vítězný tým             | Kluby |
| --------- | ----------------------- | ----- |
| 2003/2004 | SK Zichovec             | 11    |
| 2004/2005 | SK Slavoj Pozdeň „B“    | 10    |
| 2005/2006 | TJ Sokol Tuřany „B“     | 12    |
| 2006/2007 | TJ Sokol Tuřany „B“     | 10    |
| 2007/2008 | TJ Sokol Klobuky        | 11    |
| 2008/2009 | Sokol Jedomělice        | 10    |
| 2009/2010 | TJ Sokol Vraný „B“      | 14    |
| 2010/2011 | TJ Slovan Velvary „B“   | 16    |
| 2011/2012 | FC Slavoj Koleč         | 13    |
| 2012/2013 | TJ Sokol Neuměřice      | 13    |
| 2013/2014 | TJ Sokol Smečno         | 10    |
| 2014/2015 | TJ Sokol Tuřany         | 11    |
| 2015/2016 | SK Zlonice „B“          | 10    |
| 2016/2017 | SK Stehelčeves          | 9     |
| 2017–     | Soutěž se dále nehrála. | 0     |

### IV. třída okresu Kladno skupina C
| Ročník    | Vítězný tým             | Kluby |
| --------- | ----------------------- | ----- |
| 2003/2004 | SK Stehlečeves          | 10    |
| 2004/2005 | TJ Sokol Hrdlív „B“     | 10    |
| 2005/2006 | Slavoj Zvoleněves       | 12    |
| 2006/2007 | TJ Sokol Knovíz „B“     | 10    |
| 2007/2008 | SK Slaný „B“            | 11    |
| 2008/2009 | SK Slatina              | 9     |
| 2009–     | Soutěž se dále nehrála. | 0     |

## Seznam klubů od roku 2004
abecedně podle sídla
poznámka: ve výsledcích na Lidovkách byly zřejmě chybně uvedené zahraniční kluby  FK Mladost Doboj Kakanj (Bosna a Hercegovina), Raith Rovers FC (Skotsko), FK Belasica Strumica (Severní Makedonie) a Viborg Fodsports Forening (Dánsko)

### Skupina A
v letech 2004–2009
SK Sokol Braškov „B“, TJ Sokol Bratronice, SK Sokol Doksy „B“, SK Slovan Dubí, TJ SK Hřebeč „B“, SK Kačice, SK Kamenné Žehrovice „B“, FK Slovan Kladno „B“, SK Lhota „B“, SK Baník Libušín „B“, TJ Sokol Lidice „B“, TJ Meteor Pletený Újezd, TJ Baník Stochov „B“, AFK Svinařov, SK Třebichovice „B“, AFK Tuchlovice „C“, SK Velké Přítočno „B“, SK Vinařice
v letech 2009–2017
SK Sokol Braškov „B“, TJ Sokol Bratronice, SK Buštěhrad „B“, SK Sokol Doksy „B“, SK Družec „B“, SK Slovan Dubí a SK Slovan Dubí „B“, Sokol Hostouň „B“, TJ Sokol Hrdlív „B“, TJ SK Hřebeč „B“, SK Kačice, SK Kamenné Žehrovice „B“, SK Baník Libušín „B“, TJ Sokol Lidice „B“, TJ Sokol Lodenice a TJ Sokol Lodenice „B“, TJ Novomětstský Kladno „B“, SK Pchery a SK Pchery „B“, TJ Meteor Pletený Újezd, TJ Sokol Smečno, SK Stehelčeves, TJ Baník Stochov, AFK Svinařov, SK Třebichovice, AFK Tuchlovice „C“, SK Velké Přítočno „B“, SK Vinařice „B“
v letech 2017–
TJ Viktorie Černuc „B“, SK Družec „B“, SK Kačice, SK Kamenné Žehrovice „B“, TJ Sokol Neuměřice „B“, TJ Sokol Olovnice, SK Pchery, TJ Meteor Pletený Újezd, SK Slavoj Pozdeň „B“, SK Slatina, AFK Svinařov, SK Třebichovice, SK Velké Přítočno „B“, SK Vinařice „B“, TJ Sokol Zákolany, SK Zlonice „B“, SK Zichovec „B“

### Skupina B
v letech 2004–2009
TJ Sokol Hrdlív „B“, Sokol Jedomělice, SK Kačice, FK Slovan Kladno „B“, TJ Sokol Klobuky a TJ Sokol Klobuky „B“, SK Slavoj Pozdeň a SK Slavoj Pozdeň „B“, TJ Sokol Smečno, TJ Baník Stochov „B“, SK Třebichovice a SK Třebichovice „B“, TJ Sokol Tuřany „B“, TJ Sokol Vraný „B“, SK Zichovec „B“, SK Zlonice „B“
v letech 2009–2017
Sokol Blevice, TJ Viktorie Černuc „B“, TJ Sokol Hrdlív „B“, Sokol Jedomělice „B“, TJ Sokol Knovíz, FC Slavoj Koleč, TJ Sokol Neuměřice a TJ Sokol Neuměřice „B“, TJ Sokol Olovnice, SK Otvovice „B“, SK Pchery „B“, SK Slavoj Pozdeň „B“, SK Slatina, TJ Sokol Smečno, SK Stehelčeves, SK Třebichovice a SK Třebichovice „B“, TJ Sokol Tuřany a TJ Sokol Tuřany „B“, TJ Sokol Uhy, TJ Slovan Velvary „B“, SK Vinařice „B“, TJ Sokol Vraný „B“, TJ Sokol Zákolany, SK Zichovec „B“, SK Zlonice „B“

### Skupina C
v letech 2004–2009
Sokol Blevice, SK Buštěhrad a SK Buštěhrad „B“, TJ Viktorie Černuc „B“, TJ Sokol Hrdlív „B“, TJ SK Hřebeč „B“, TJ Sokol Knovíz „B“, TJ Sokol Lidice „B“, TJ Sokol Neuměřice „B“, SK Otvovice „B“, SK Pchery „B“, SK Slaný „B“, SK Slatina, SK Třebichovice a SK Třebichovice „B“, TJ Sokol Uhy „B“, TJ Sokol Zákolany, TJ Slavoj Zvoleněves